# Tabai
Tabai (en llatí Tabae, en grec antic Τάβαι) era una ciutat de Cària prop dels límits de Frígia, segons Estrabó, encara que en un altre passatge l'inclou a la regió de Frígia.
Estrabó també diu que la ciutat estava situada en una plana que devia prendre el nom de la ciutat, anomenada Πεδίον Ταβηνόν ("pedíon Tabenón", plana de Tabai). Esteve de Bizanci diu que Tabai era una ciutat de Lídia, però en menciona una altra a Cària, però és molt probable que les dues siguin la mateixa ciutat. La llegenda la feia fundada per un heroi anomenat Tabos, encara que algunes versions deien que el nom procedia d'una paraula asiàtica, τάβα (Taba), que significava "roca".
Titus Livi diu que a la plana hi havia altres ciutats a més de Tabai, i que es va resistir fortament als romans quan van envair la zona, que com a càstig la van obligar a pagar vint talents de plata i 20.000 medimnes de blat. La situa a les fronteres de Pisídia, vora el mar de Pamfília.
Segurament és la moderna Davas. Plini el Vell menciona una altra ciutat anomenada Tabae a Cilícia, però no se'n sap res més.